# Spuyten Duyvil Creek

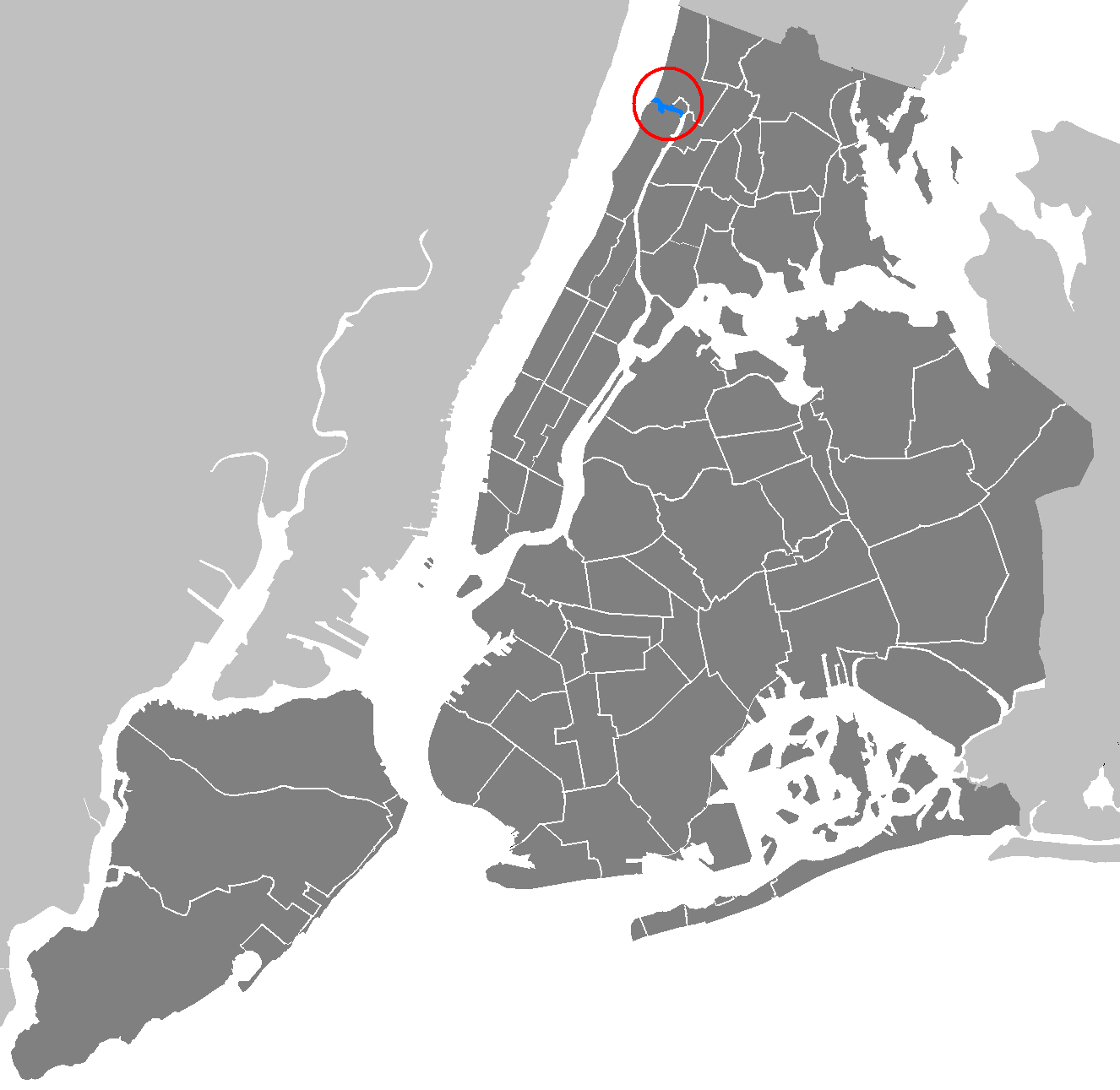
Der Spuyten Duyvil Creek befindet sich nördlich von Manhattan und trennt die Insel von der Bronx

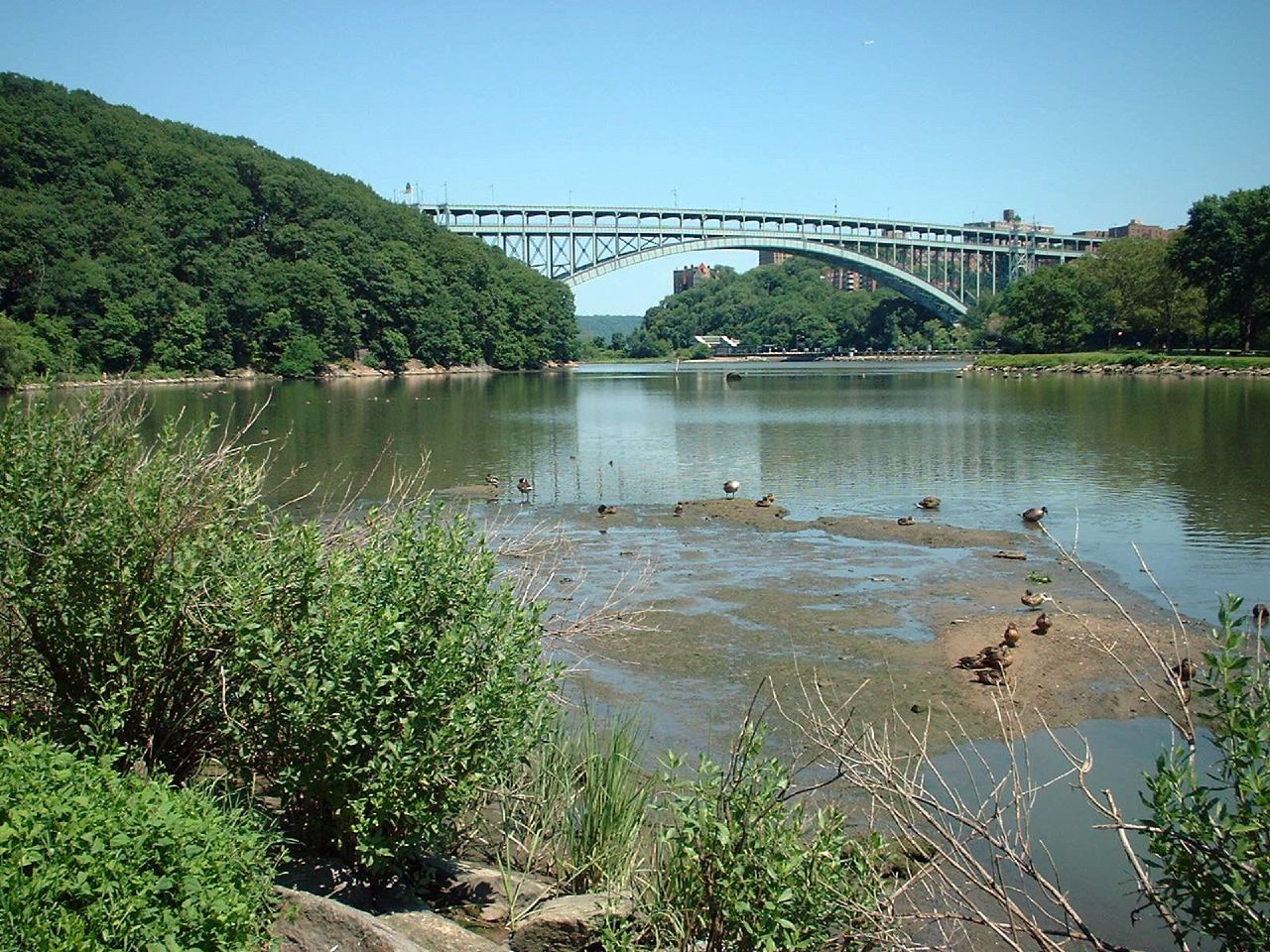
Spuyten Duyvil Creek vom Inwood Hill Park, mit der Henry Hudson Bridge im Hintergrund

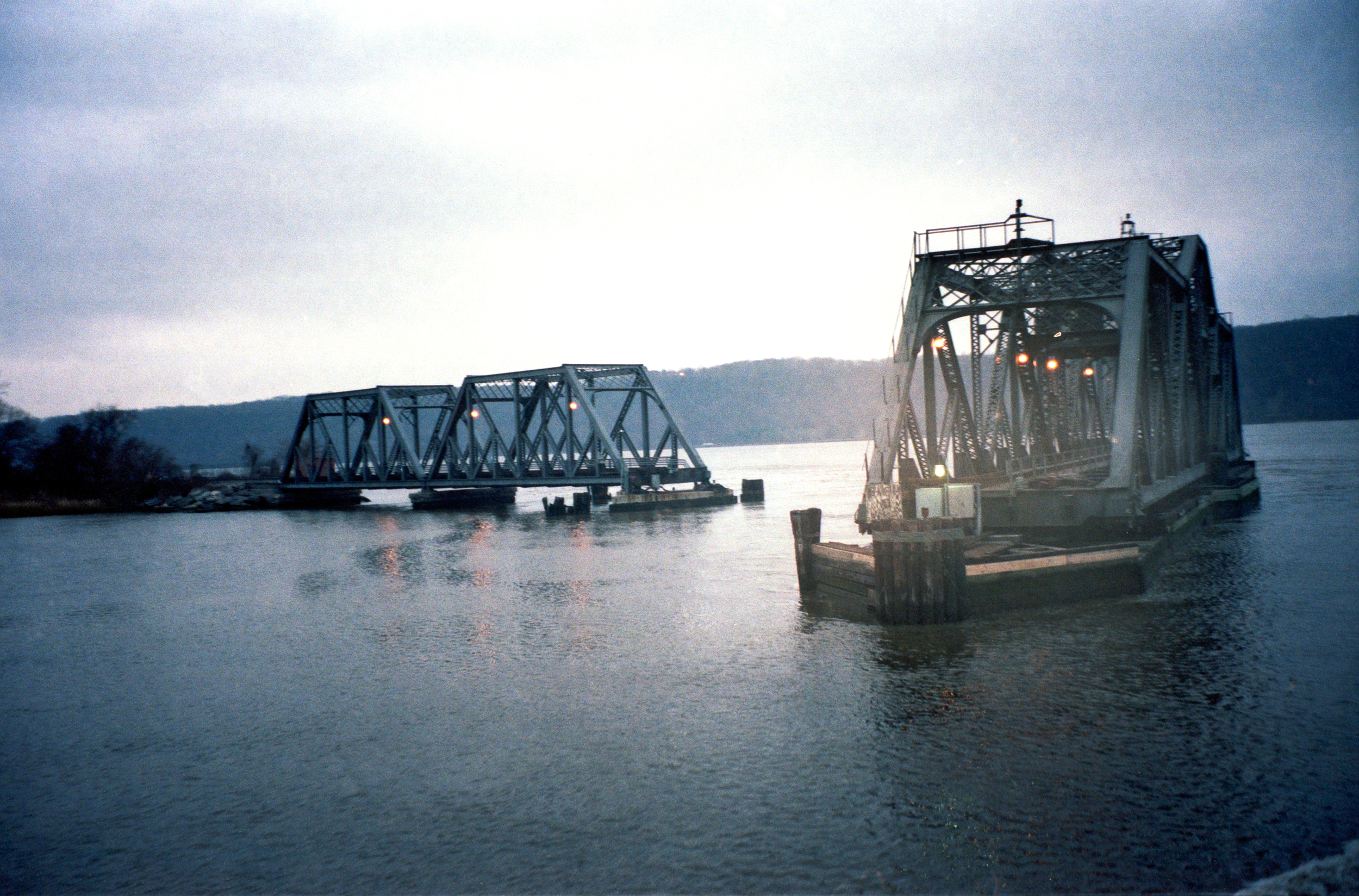
Mündung des Spuyten Duyvil Creek in den Hudson River, mit der geöffneten Spuyten Duyvil Swing Bridge

Der Spuyten Duyvil Creek ist ein kurzer Flussabschnitt in New York City, der den Hudson River mit dem Harlem River Ship Canal verbindet. 

## Lage
Der Spuyten Duyvil Creek befindet sich im Norden von Manhattan und trennt diese Insel vom Stadtbezirk Bronx. Er stellt heute die Verbindung zwischen dem Hudson River und dem Harlem River dar. Auf der südlichen Seite befindet sich der Inwood Hill Park, auf der nördlichen befinden sich die Stadtteile Spuyten Duyvil und Riverdale.
Über den Fluss führen die Henry Hudson Bridge im Verlauf des Henry Hudson Parkway und die Spuyten Duyvil Swing Bridge. Über diese Drehbrücke verlaufen die Gleise der ehemaligen Hudson River Railroad, heute Amtrak Empire Connection, die nach Albany führen. Unterhalb der Henry Hudson Bridge, direkt am Fluss befindet sich auf der Seite der Bronx die Spuyten Duyvil Station, eine Haltestelle im Verlauf der Hudson-Linie, die von der Metro-North Railroad betrieben wird.

## Geschichte
Manhattan und die Bronx waren früher nur durch ein schmales Tidegewässer getrennt, in dem hohe Strömungsgeschwindigkeiten vorherrschten. Der Spuyten Duyvil Creek verband den Hudson River mit dem East River und dem Long Island Sound. Durch die Gezeiten ergaben sich hohe Pegelunterschiede zwischen diesen Gewässern, die die hohen Strömungsgeschwindigkeiten verursachten. Die erste Erwähnung des Flusses stammt aus dem Jahr 1609 von Henry Hudson, der mit seinem Schiff, der Halve Maen (Halbmond) im Spuyten Duyvil ankerte. Der Spuyten Duyvil Creek floss ursprünglich nördlich von Marble Hill, das damals noch zu Manhattan gehörte. Holländische Bauern nutzten den Fluss bei Ebbe, um von der Insel Manhattan auf das Festland zu kommen, ohne für die Fähre an der 125 Street zu bezahlen. Um dies zu verhindern, wurde die Fähre zur 231st Street verlegt.
Die im Jahre 1693 von Frederick Philipse errichtete King’s Bridge war die erste Brücke, die den Spuyten Duyvil Creek überspannte. Die Brücke wurde genau an der Stelle gebaut, die die Überquerung bei Ebbe erlaubte und versperrte somit diese Möglichkeit. Die Brücke verband die Bronx mit Marble Hill, die Benutzung war kostenpflichtig. Mit dem Bau des Harlem River Ship Canals, der dem Bootsverkehr die Fahrt durch die kurvenreiche Schlaufe des Harlem Rivers ersparen sollte, wurde Marble Hill im Jahr 1895 zu einer eigenständigen Insel. Später wurde das alte Bachbett des Spuyten Duyvil Creek zugeschüttet und der Stadtteil befand sich in der Bronx. Die alte Brücke soll noch vorhanden sein, sie wurde begraben, als das Bachbett des Spuyten Duyvil Creek zugeschüttet wurde. Vom originalen Spuyten Duyvil Creek ist demnach nur noch ein kleines Stück hinter der Mündung übrig geblieben. Die Henry Hudson Bridge wurde am 12. Dezember 1936 fertiggestellt. Die Benutzung ist weiterhin kostenpflichtig.

## Name

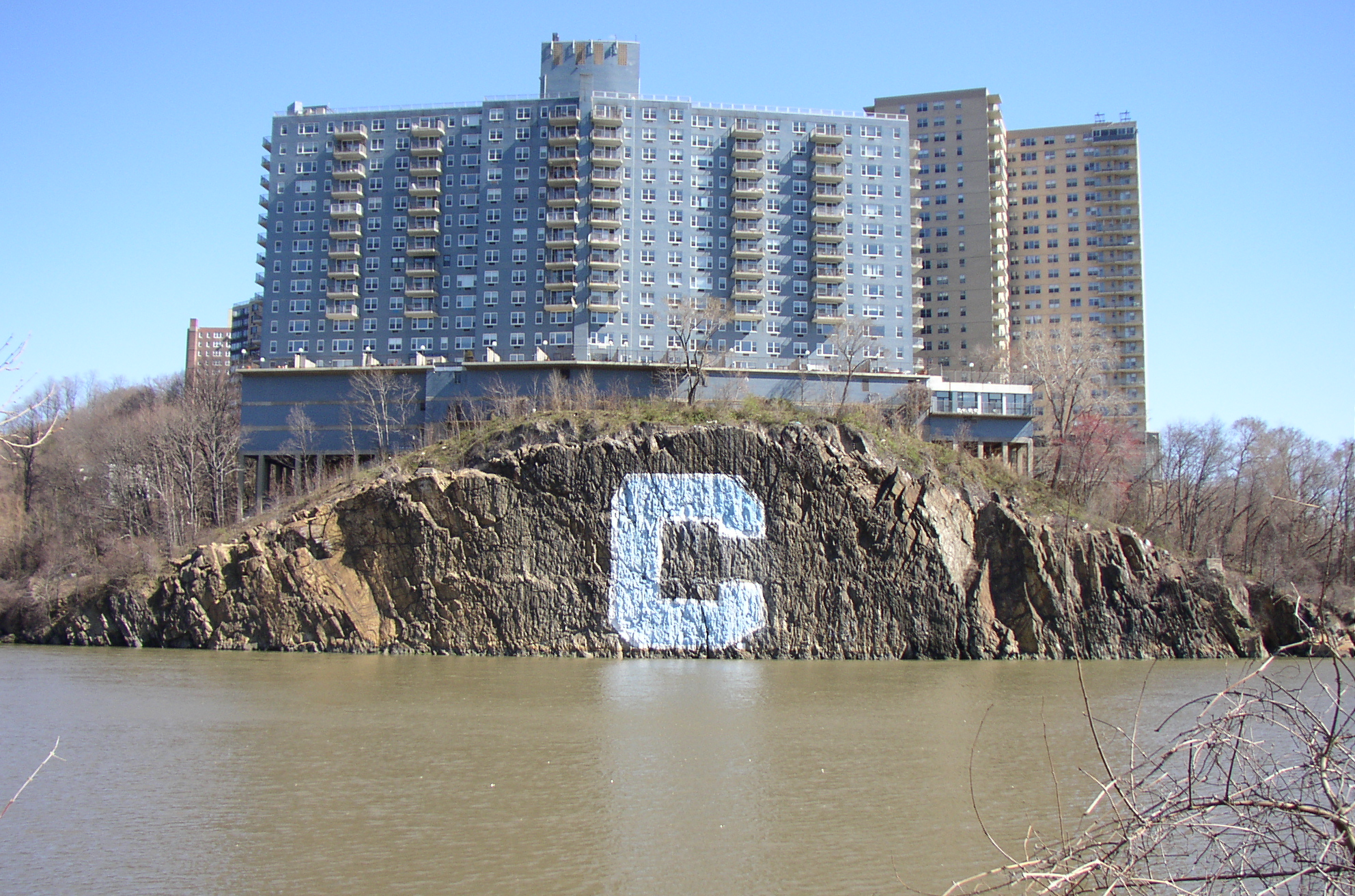
Blick über den Spuyten Duyvil Creek. Auf der anderen Seite befindet sich der Stadtbezirk Bronx mit dem Stadtteil Riverdale. Auf der Wand befindet sich seit etwa 50 Jahren das Logo der Columbia University.

Der Name „Spuyten Duyvil“ kommt aus dem Niederländischen und bedeutet wörtlich „Teufels Abfluss“, das kann auch mit „Devil’s Whirlpool“ übersetzt werden und ist ein Verweis auf die starken Strömungen, die hier auftraten. Die Lenape, die Ureinwohner dieser Gegend, nannten die Ufer des Spuyten Duyvil Creek Shorakapok, was so viel wie „der Platz zum Sitzen“ bedeutet.